# Klingon Language Institute
Das Klingon Language Institute (KLI, Klingonisch-Institut oder Institut für Klingonische Sprache) ist eine unabhängige Organisation mit Sitz in den Vereinigten Staaten mit dem Ziel, die klingonische Sprache zu fördern.

## Allgemein
Das KLI hat zurzeit etwa 2500 Mitglieder in über 50 Ländern auf allen sechs Kontinenten. Es veröffentlichte zwischen 1992 und 2005 eine vierteljährlich erscheinende Fachzeitschrift namens HolQeD (kling.: Sprachwissenschaft). Diese wurde aufgrund der steigenden Produktionskosten eingestellt. Jedes Jahr hält das KLI ein für alle Mitglieder und Interessenten offenes qep’a’ (kling.: „großes Treffen“) ab und vergibt ein mit 500 Dollar dotiertes Sprachstipendium. Das KLI führt verschiedene Projekte durch, darunter das Übersetzen der Bibel und verschiedener Werke Shakespeares. Das Motto des Instituts lautet qo'mey poSmoH Hol (kling.: „Sprachen öffnen Welten“).
Das KLI ist eine nichtgewinnorientierte Organisation und hat die vertragliche Genehmigung von Paramount Pictures, geschützte Begriffe wie „Klingon“ und „Star Trek“ zu benutzen.

## Geschichte
Das KLI wurde im Jahr 1992 in Flourtown in Pennsylvania gegründet.
Jedes Jahr findet im Sommer eine fünftägige Jahreshauptversammlung namens qep'a statt, die offen für alle Mitglieder und Interessierte ist. Dort wird im Seminar-Stil Klingonisch gesprochen und besprochen. Diese Treffen fanden alle – bis auf das achte Treffen im Jahre 2001 in Brüssel – ausnahmslos in den Vereinigten Staaten statt. Parallel dazu veranstalten viele der Mitglieder regelmäßige qepHom (kling.: „kleines Treffen“), informelle Zusammenkünfte, um die klingonische Sprache zu üben. Das größte dieser kleineren Treffen findet seit 2002 jährlich in Saarbrücken statt.
Im Jahr 2003 wurde auf dem qep’a’ ein Dokumentarfilm mit dem Titel Earthlings, ugly bags of mostly water über das KLI gedreht, der bei den Filmfestspielen von Cannes vorgestellt wurde und im Jahr 2006 in die deutschen Kinos kam.

## Organisation
Der Leiter des KLI ist dessen Gründer Lawrence M. Schoen.
In unregelmäßigen Abständen von drei bis 18 Monaten wird aus den erfahrensten Mitgliedern ein sogenannter Beginners' Grammarian (Grammatiker der Anfänger) gewählt. Seine Aufgabe ist es, den Anfängern zu helfen, vor allem im Klingonischen E-Mail-Forum, welches auch für Nicht-Mitglieder zugänglich ist. Wenn dieser Betreuer seinen Dienst beendet hat, behält er seinen Titel. Inzwischen hat das KLI etwa 20 solcher ehemaligen Beginners' Grammarians.
Das KLI steht in engem Kontakt mit Marc Okrand, dem Erfinder der klingonischen Sprache. Seit dem dritten qep’a’ hat er jedes weitere besucht und hat in 2011 und von 2015 bis 2018 am Saarbrücker qepHom teilgenommen. Zu dieser Gelegenheit erhält er gelegentlich eine Wunschliste für fehlende klingonische Vokabeln, welche er regelmäßig beantwortet. Diese neuen Vokabeln wurden bis 2005 zuerst im HolQeD und auf der Internetseite des KLI veröffentlicht, heute nur noch über das E-Mail-Forum.

## Erwähnenswerte Sprecher
Einige Klingonisten haben durch ihre Tätigkeiten einen relativen Bekanntheitsgrad erreicht. Das KLI kann einem Klingonisten, der sich für die Sprache besonders eingesetzt hat, den Titel Friend of Maltz verleihen. Dieser Titel basiert auf der Einführung des offiziellen klingonischen Wörterbuches, in welchem beschrieben wird, dass ein klingonischer Gefangener namens Maltz uns die Sprache erklärt hat. Symbolisch steht dieser Name heute für Marc Okrand.

### Rich Yampell
Rich Yampell, unter Klingonisten als „Captain Krankor“ bekannt, ist ein Programmierer aus Bellevue, Washington. Er gilt als einer der ersten fließend sprechenden Klingonisten. Er ist der Autor des Buches The Grammarian's Desk, das 1996 durch das KLI veröffentlicht wurde. Yampell ist außerdem Autor und Co-Autor verschiedener Lieder, wie der klingonischen Hymne taHjaj wo' (Musik und Text), ’Iv maH (Musik und Text) und yIH bom (Musik).

### d’Armond Speers
d’Armond Speers ist ein amerikanischer Computerlinguist und ebenfalls langjähriges Mitglied des KLI.
Er erlangte seinen Abschluss im Frühjahr 2002 an der Georgetown University mit einer Arbeit über die Darstellung der amerikanischen Gebärdensprache für maschinelle Übersetzung.
Speers ist dafür bekannt geworden, dass er versucht hat, seinen Sohn zweisprachig auf Englisch und Klingonisch zu erziehen. Dabei sprach er auf Klingonisch und seine Ehefrau auf Englisch. Nach einigen Jahren begann der Junge, das Klingonische abzulehnen und mehr Englisch zu sprechen, da er dies häufiger anwenden konnte. Die Tatsache, dass es im Klingonischen einige für Kinder wichtige Begriffe wie „Windel“ oder „Schnuller“ nicht gibt, war weniger der Anlass. In der Zeit von Speers’ Versuch fehlten der klingonischen Sprache noch viele andere wichtige Begriffe, wie z. B. das Wort für „Tisch“. Das Experiment wurde abgebrochen, als das Kind die klingonische Sprache überhaupt nicht mehr sprechen wollte.

### Lawrence M. Schoen
Lawrence M. Schoen ist der Gründer des KLI. Er ist der Editor des Journals HolQeD und hat den Text für das Lied yIH bom geschrieben. Bis auf zwei Ausnahmen hat er jede der jährlichen Versammlungen namens qep'a' organisiert.
Er errang den Bachelor im Fach Psycholinguistik an der California State University in Northridge und danach den Master- und Doktor-Titel in Psychologie an der Kansas State University. Er hat an verschiedenen amerikanischen Universitäten als Forscher, Dozent und Professor gearbeitet.
Außerdem ist er professioneller Science-Fiction-Schriftsteller, seit Jahren Mitglied des SFWA und wurde 2007 für den John W. Campbell Best New Writer Award nominiert.
Er wohnt in Philadelphia, Pennsylvania, und verwaltet ein Postfach in Flourtown, Pennsylvania, dem internationalen Hauptquartier des KLI.

## Veröffentlichungen
- HolQeD

Die vierteljährliche Zeitschrift des KLI mit grammatikalischen Diskussionen, klingonischen Texten und internen Informationen für Mitglieder.
- A Pictorial Guide to the Verbal Suffixes of tlhIngan Hol. 1995, ISBN 0-9644345-0-4

Wörtlich „Ein bildhafter Führer zu den klingonischen Verb-Suffixen“. Ein Bilderbuch, das die Verwendung der verschiedenen Nachsilben erklärt. Dieses Buch ist vergriffen.
- ghIlghameS. 2000, ISBN 1-58715-338-6

Die klingonische Version des Gilgamesch-Epos, übersetzt durch Roger Cheesbro, mit einem Vorwort von Lawrence M. Schoen.
- The Klingon Hamlet. 2000, ISBN 0-671-03578-9

Die klingonische Version des bekannten Werkes Shakespeares, übersetzt durch Nick Nicholas und Andrew Strader mit Unterstützung des KLI. Dieses Projekt entstand nach einer Aussage Kanzler Gorkons (David Warner) im Film Star Trek VI: Das unentdeckte Land: „Sie werden Shakespeare erst wirklich genießen, wenn Sie ihn im klingonischen Original lesen.“
- Viel Lärm um Nichts auf klingonisch. 2003, ISBN 1-58715-501-X

Das nächste Projekt des KLI, ebenfalls übersetzt durch Nick Nicholas.
- From the Grammarian's Desk. ISBN 0-9644345-3-9

Eine Zusammenstellung der HolQeD-Kolumne von Captain Krankor, einem der ersten Grammatiker des KLI. Dieses Buch ist vergriffen.
- Tao Te King, 2008

Die Klingonische Übersetzung von Laozis Klassiker Daodejing, übersetzt durch Agnieszka Solska, erhältlich als Taschenbuch (ISBN 978-0-9644345-5-4) und als Hardcover Ausgabe (ISBN 978-0-9644345-2-3).

## Kooperationen
Da im KLI die besten Klingonisch-Experten versammelt sind, wird es oft bei Übersetzungsarbeiten für kommerzielle Produkte hinzugezogen, um deren Richtigkeit zu überprüfen. Diese Arbeit kann von reinem Korrekturlesen bis hin zu vollständigen Übersetzungen gehen.
- Star Trek: Klingons – "Blood Will Tell"

In diesem Comic des amerikanischen IDW-Verlags wurde die Übersetzung durch das KLI erledigt.
- Klingonisches Monopoly (2011)

Die Klingonische Version von Monopoly wurde durch Marc Okrand und das KLI übersetzt.
- paq’batlh (2011)

Das Buch zur Klingonischen Oper ’u’ wurde vor dessen Veröffentlichung durch das KLI überarbeitet.
- Klingon Manual of the Bird of Prey (2013)

Ein Buch über die Technik eines Klingonischen Raumschiffs wurde durch das KLI überprüft.
- How to speak Klingon (2013)

Dieses Audio-Buch wurde durch das KLI übersetzt und die Audio-Sätze durch dessen Leiter Lawrence M. Schoen aufgesprochen.